# Rám Náth Kóvind
Rám Náth Kóvind (* 1. října 1945 Derapur, Uttarpradéš) je indický politik, bývalý prezident Indie.

## Životopis
Pochází z nejnižší indické kasty nedotknutelných (dalitů). Do politiky vstoupil v roce 1994, kdy byl zvolen členem horní komory indického parlamentu tzv. Rádžjy Sabhá (tj. Rady států) za svazový stát Uttarpradéš, tento úřad poslance pak vykonával po dobu 12 let, tj. ve dvou po sobě jdoucích funkčních obdobích, až do roku 2006. V minulosti zastával úřad guvernéra indického svazového státu Bihár, kam jej po volbách v roce 2014 poslal tehdejší premiér země Naréndra Módí.

### Prezidentské volby 2017
V roce 2017 se účastnil za podpory vládní hinduistické Indické lidové strany indických prezidentských voleb, v kterých ziskem 65,6 % hlasů porazil opoziční kandidátku a bývalou diplomatku Míru Kumárovou (UPA).
V září 2018 oficiálně navštívil Českou republiku.

## Vyznamenání
- velkokříž II. třídy Národní řád Madagaskaru – Madagaskar, 14. března 2018[11]
- řetěz Řádu nezávislosti – Rovníková Guinea, 8. dubna 2018[12]
- Řád lva – Svazijsko, 9. dubna 2018[13]
- Velký řád krále Tomislava – Chorvatsko, 26. března 2019[14]
- řetěz Řád andského kondora – Bolívie, 26. března 2019[15]
- velkokříž Národního řádu za zásluhy – Guinea, 3. srpna 2019[16]